# リナルド・アレッサンドリーニ
リナルド・アレッサンドリーニ（イタリア語: Rinaldo Alessandrini、1960年1月25日 - ）はイタリアのチェンバロ奏者・オルガン奏者・指揮者。

## 経歴
1960年、イタリア・ローマ生まれ。14歳でピアノを学び、18歳でチェンバロに出会った。アムステルダムのスウェーリンク音楽院でトン・コープマンに師事した。
1984年に声楽と器楽からなる古楽演奏団体「コンチェルト・イタリアーノ」を結成し、OPUS111（現naïve）のヴィヴァルディ・エディションほか多くの録音を残している。1989年に結成されたヴァイオリニストのファビオ・ビオンディをリーダーとする古楽アンサンブル、「エウローパ・ガランテ」のチェンバロ奏者としても活躍。